# Galuska
A galuska frissen készülő főtt tésztaféle, melyet első sorban köretként, levesbetétként, de önálló ételként is fogyasztanak. 

## Származása
Elnevezése a Magyar Etimológiai Szótár szerint a lengyel gałuszka (gombocska) hangalakjának szó szerinti átírása. Valószínűleg szlovák közvetítéssel terjedt el Magyarországon.[forrás?]

## Készítése
Az osztrák-német származású 5-15 mm átmérőjű nokedlivel (Nockerl) szemben, amelyet lyukacsos lemezen át szaggatnak a forrásban lévő sós vízbe, a galuskát kanállal, vagy késsel, deszkáról szaggatják és mérete ezáltal mintegy a duplája az előbbinek.
Tésztája főként grízes búzalisztből (rétes-, vagy duplafogós), tojás és víz hozzáadásával készül.

## Felhasználása
A különböző paprikások közismert körete. Önálló ételként tojással, illetve más változatokban káposztával, pirított szalonnával, sajttal, tejföllel, tehén- és juhtúróval, kaporral és anélkül, vagy pirított hagymával is készítik. 
A galuska, polgári nevén nokedli, kisebb a gombócnál. Készül levesnek, de száraztésztának is. Ha a kanállal fölvert tésztából kiszaggatott galuskát levesbe főzik bele, ez a kalánvert galuska, Tápén habargaluska. Tejföllel, reszelttel ízesítve téfölös galuska, túróval és reszelttel túrús galuska, tojást ráhabarva tojásos galuska, pirított grízzel megszórva grízös galuska, vajaljával készítve vajaljás galuska. A csipött, csipötke ujjal szaggatott gyúrt tészta. Levesbe is teszik. Száraztésztaként forró, vöröshagymás zsírra vetik. Galamb- és csirkepaprikást nokedli helyett szívesen főznek vele. – Táplálkozás és háztartás – A táplálkozás szegedi múltja

## A kultúrában
Veres Péter a következőket írta a galuskáról a Rossz asszony című novellájában: „Még csak a »restek hamarját«, a Pesten nokedlinek ismert felvert galuskák készítését sem tanulta meg, pedig Józsi nagyon szerette a különféle galuskákat, nemcsak paprikás csirkéhez, borjúpörkölthöz, hanem csak úgy magában vagy krumplival, túróval, lekvárral is.”